# 新市场凉廊

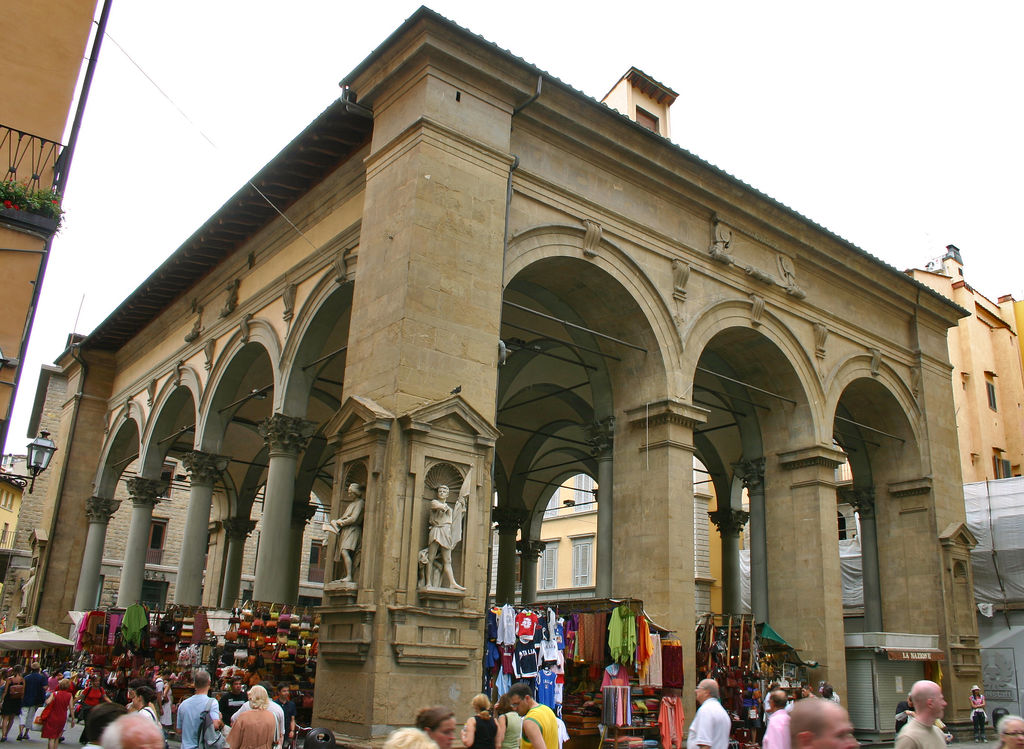
新市场凉廊

新市场凉廊（Loggia del Mercato Nuovo），俗称小猪凉廊（Loggia del Porcellino）是意大利佛罗伦萨的一座历史建筑，与老市场（Mercato vecchio）相对，后者位于今日共和广场。

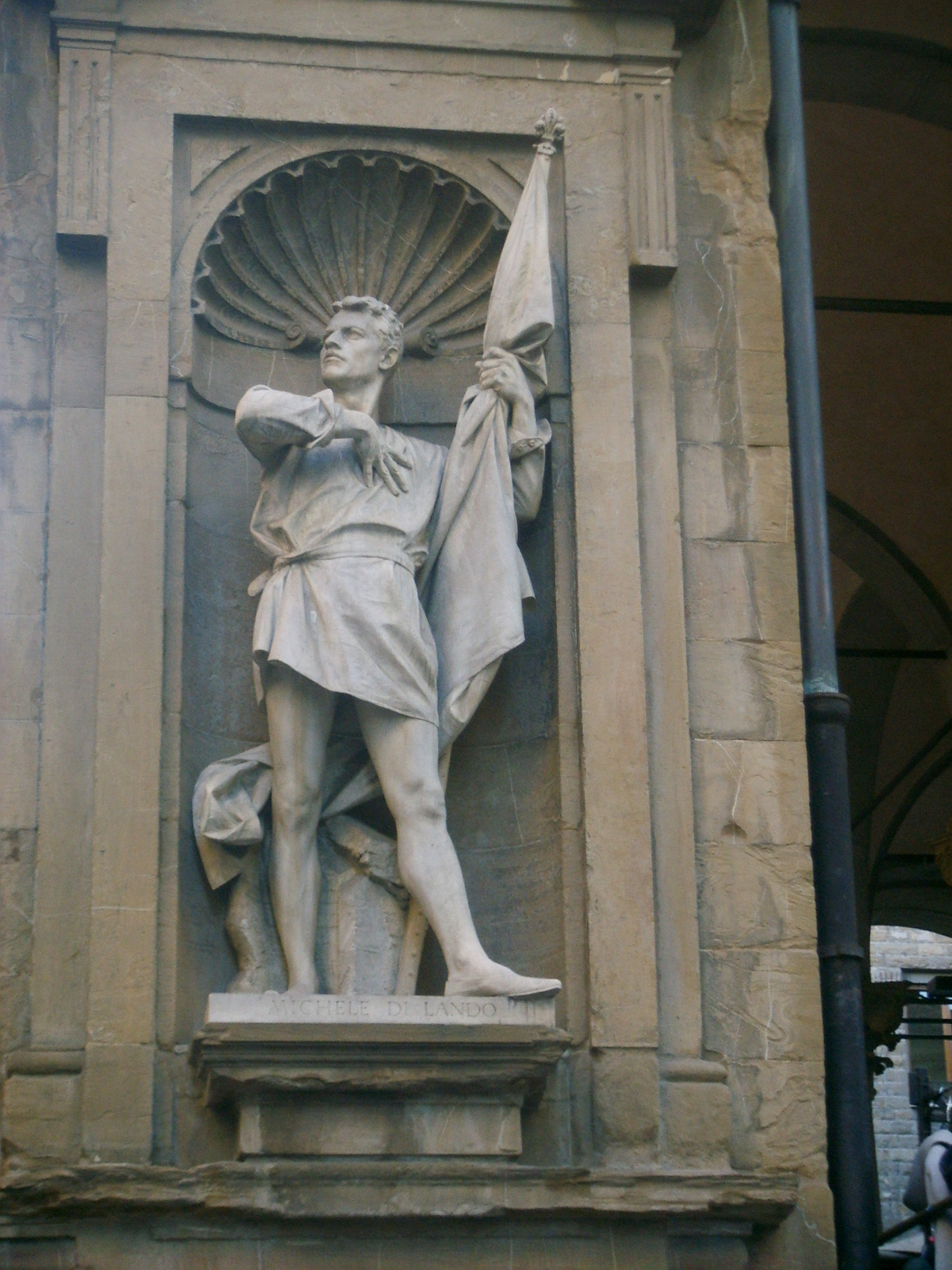
梳毛工起义旗手米凯莱·兰多雕像

新市场凉廊建于16世纪中叶，位于城市中心，老桥附近。最初用于出售丝绸和奢侈品，然后来改卖著名的草帽，今天主要出售皮具和纪念品。
其焦点是'小猪喷泉'（Fontana del Porcellino）。

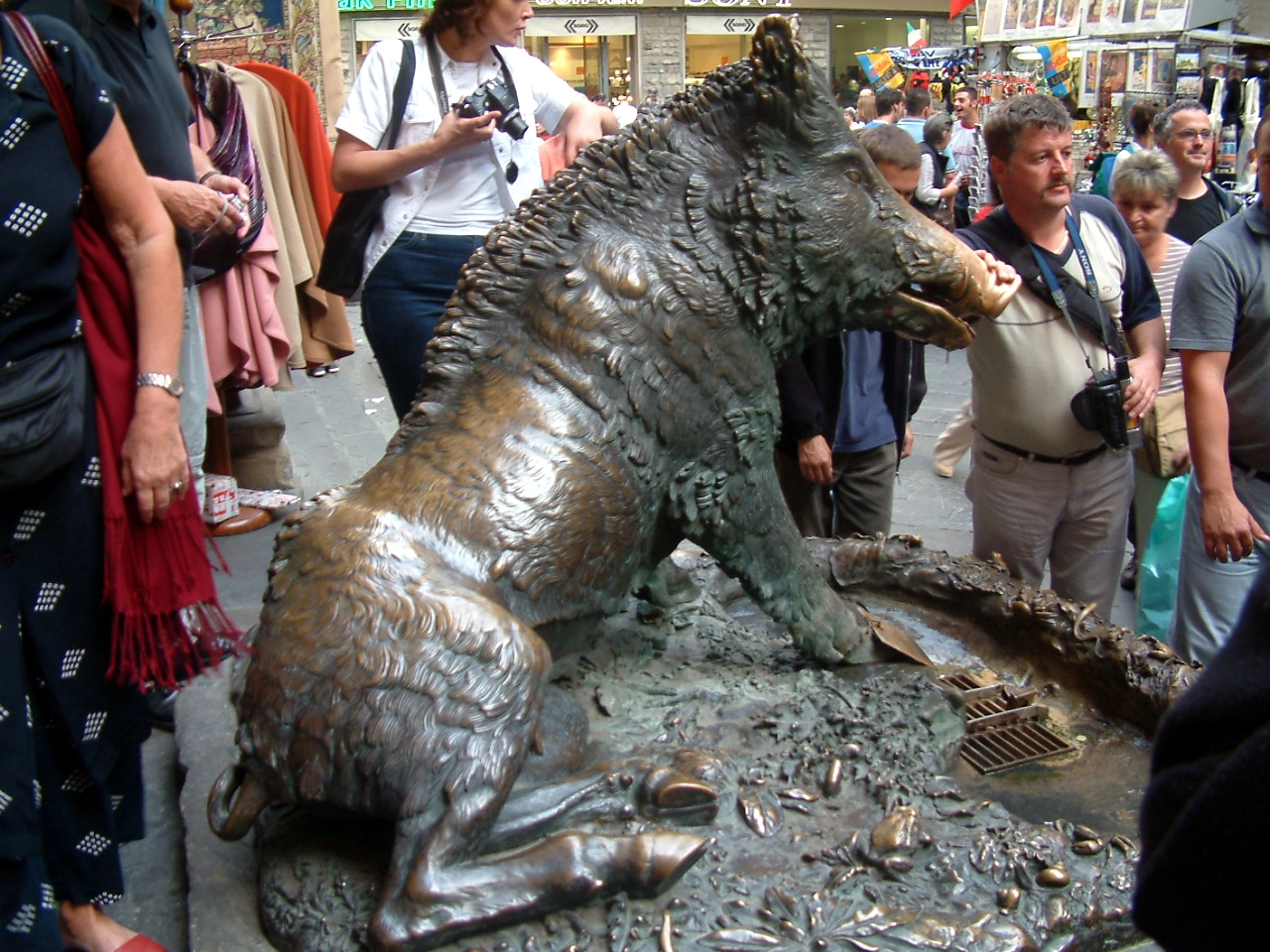
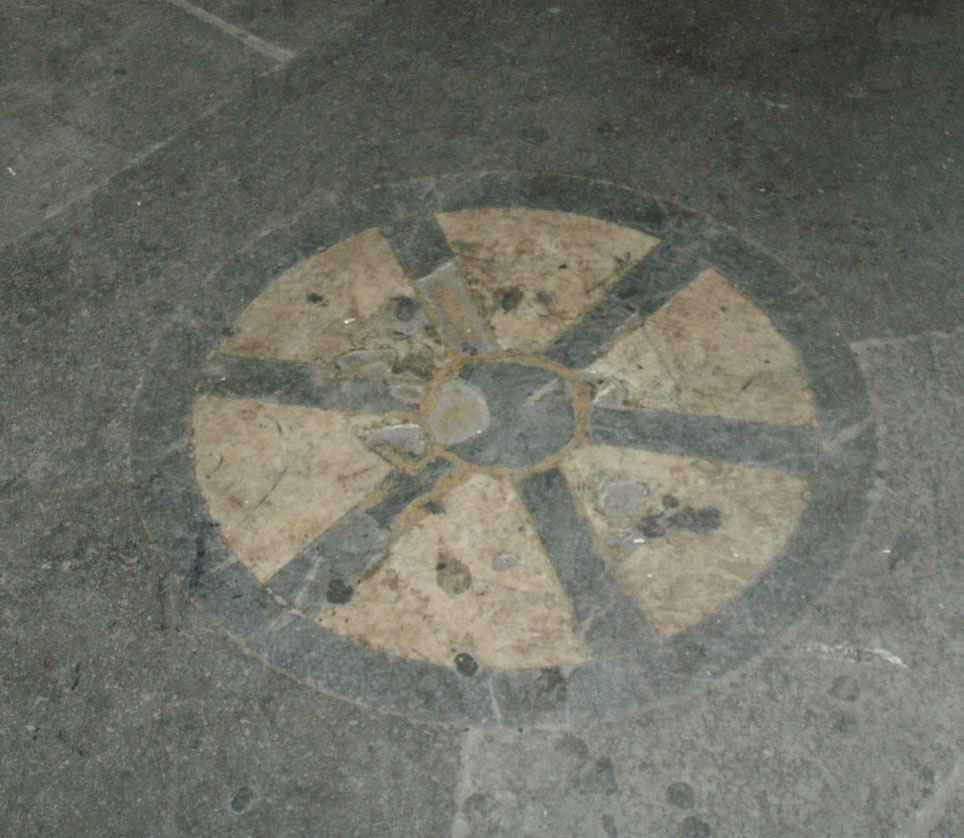
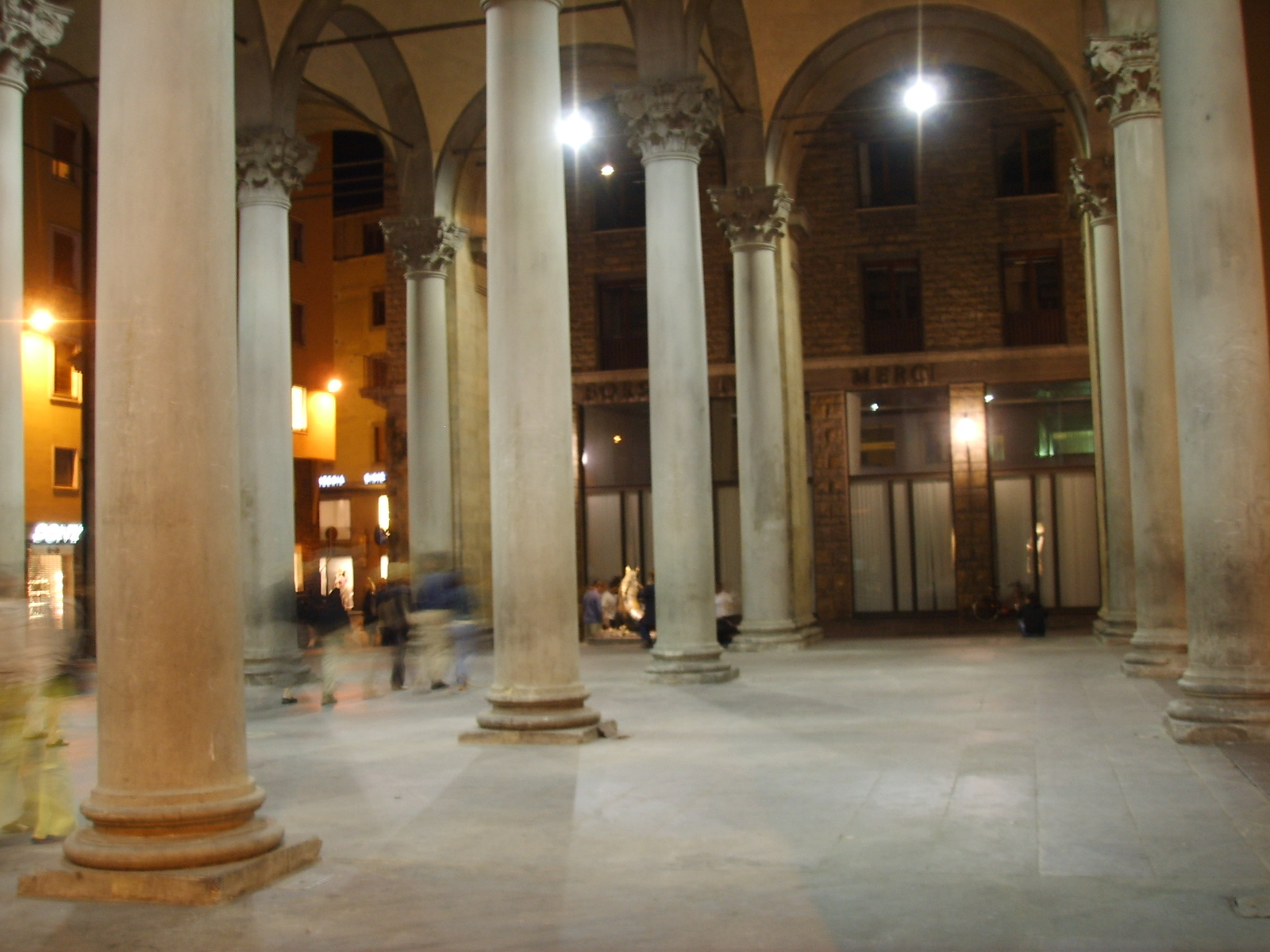